# Neue Deutsche Biographie
La Neue Deutsche Biographie o NDB (Nova biografia alemanya) és un lèxic biogràfic editat des del 1953 la Comissió Històrica de l'Acadèmia Bavaresa de les Ciències.
L'abril 2015 tenia vint-i-cinc volums amb 21.800 articles sobre persones o nissagues des de l'alta edat mitjana fins a l'actualitat. Tot el contingut és consultable en línia de franc des del 2001. Conté contribucions d'autors diversos, llista les variants onomàstics, la genealogia, la biografia, els honors, les fonts i enllaços cap a fonts.

## Volums
1. Aachen – Behaim. 1953, reimpressió 1971
2. Behaim – Bürkel. 1955, reimpressió 1971
3. Bürklein – Ditmar. 1957, reimpressió 1971
4. Dittel – Falck. 1959, reimpressió 1971
5. Falck – Fyner (voran: Faistenberger). 1961, reimpressió 1971
6. Gaál – Grasmann. 1964, reimpressió 1971
7. Grassauer – Hartmann. 1966
8. Hartmann – Heske. 1969
9. Heß – Hüttig. 1972
10. Hufeland – Kaffsack. 1974
11. Kafka – Kleinfercher. 1977
12. Kleinhans – Kreling. 1980
13. Krell – Laven. 1982
14. Laverrenz – Locher-Freuler. 1985
15. Locherer – Maltza(h)n. 1987 ISBN 3-428-00196-6
16. Maly – Melanchthon. 1990 ISBN 3-428-00197-4
17. Melander – Moller. 1994 ISBN 3-428-00198-2
18. Moller – Nausea. 1997 ISBN 3-428-00199-0
19. Nauwach – Pagel. 1999 ISBN 3-428-00200-8
20. Pagenstecher – Püterich. 2001 ISBN 3-428-00201-6
21. Pütter – Rohlfs. 2003 ISBN 3-428-11202-4
22. Rohmer – Schinkel. 2005 ISBN 3-428-11203-2
23. Schinzel – Schwarz. 2007 ISBN 978-3-428-11204-3
24. Schwarz – Stader. 2010 ISBN 978-3-428-11205-0
25. Stadion – Tecklenborg, 2013 ISBN 978-3-428-11206-7
26. Tecklenburg – Vocke, 2016, ISBN 978-3-428-11207-4[2]
27. Vockerodt – Wettiner, 2020, ISBN 978-3-428-11208-1
28. Wettstein – Zwoch, 2024, ISBN 978-3-428-18883-3